# 戦争の原則
『戦争の原則』(Des principes de la guerre)とは1903年にフランスの軍人フェルディナン・フォッシュによって発表された軍事学の著作である。
1851年に生まれたフォッシュは陸軍大学校で軍事史や戦略・戦術の教育に携わり、その講義をまとめたものを1903年に『戦争の原則』、1904年に『戦争指導論』を発表した。第一次世界大戦でフォッシュは軍団を指揮するが、ソンムの戦いで失敗したために引責して解任される。しかし連合軍が劣勢になる大戦末期からは参謀総長、連合軍最高司令官、元帥を歴任した軍人である。
本書『戦争の原則』は戦争の新しい形態はより国民を巻き込むことになる形態へ移行していくと論じる。そのために従来の戦争で求められたような領土、都市、拠点の占領が二次的なものとなっていき、ナポレオン戦争の形態に新たな軍事技術を導入する極端な戦争となる。しかしこのような戦争でも完全に戦争指導が不能となるわけではなく、原則を認めることができる。
フォッシュにとっての戦争の原則とは
1. 戦力の節約の原則、
2. 行動の自由の原則
3. 戦力の自由利用の原則
4. 保安の原則

の四つである。節約とは戦力を敵の弱点に対して無駄なく集中させて使用することであり、行動の自由の原則と戦力の自由利用の原則は敵の意志に反して自由に行動する自由を確保することである。そして保安の原則とは戦力を集中させるために増大する奇襲の危険性に対処するために情報を可能な限り収集しておく原則である。
さらに精神的要素の重要性も指摘されている。戦争とは本来的に精神的活動であり、戦闘とは二者の意志の争いである。精神力で優位に立っていなければ勝利することはできない。したがって指揮官は兵士の心理的優越感を確保することが重要である。